# Денчулешть (комуна)
Денчулешть, Денчулешті (рум. Dănciulești) — комуна у повіті Горж в Румунії. До складу комуни входять такі села (дані про населення за 2002 рік):
- Бібулешть (409 осіб)
- Денчулешть (345 осіб)
- Зеїкою (197 осіб)
- Обиршія (771 особа)
- Петрекей (144 особи)
- Редінешть (498 осіб)
- Хеленджешть (435 осіб)

Комуна розташована на відстані 188 км на захід від Бухареста, 50 км на південний схід від Тиргу-Жіу, 45 км на північ від Крайови.

## Населення
За даними перепису населення 2002 року у комуні проживали 2799 осіб, усі — румуни. Усі жителі комуни рідною мовою назвали румунську.
Склад населення комуни за віросповіданням:
| Релігія     | Кількість осіб | Відсоток |
| ----------- | -------------- | -------- |
| православні | 2796           | 99,9%    |
| реформати   | 3              | 0,1%     |